# Шекспир. Предостережение королям
«Шекспи́р. Предостереже́ние короля́м…» — российский документальный фильм, созданный в 2016 году съемочной группой Владимира Познера. Премьерный показ фильма состоялся 11 декабря 2016 года на «Первом канале».

## Концепция и содержание фильма
В 2016 году исполнилось 400 лет со дня смерти Уильяма Шекспира. Фильм посвящён этому великому английскому поэту и драматургу. По словам автора и создателя фильма телеведущего Владимира Познера, картина не о Шекспире вообще, а о том, как он относился к власти и к властелинам:
Это документальный фильм, но с элементами художественного. В фильме есть актеры, которые играют небольшие фрагменты из произведений Шекспира. Но все-таки я бы сказал, что это документальный фильм, посвященный Шекспиру. Мы снимали в Лондоне, где жил и играл Шекспир, а также в Стратфорде-апон-Эйвоне, где он родился и где он умер.Владимир Познер
Среди актеров, у которых были взяты интервью в рамках фильма, Кейт Бланшетт, Джозеф Файнс, Рэйф Файнс.

## В фильме снимались
- Владимир Познер
- Дэниэл Бойд
- Донал Кокс
- Гари Рэймонд
- Фредди Стюарт
- Рэй Фиарон

## Съёмочная группа
- режиссер — Валерий Спирин
- сценарий — Ольга Спирина
- продюсер — Владимир Познер, Надежда Соловьева, Дарья Прохорова
- оператор — Владислав Черняев
- композитор — Екатерина Чемберджи
- монтаж — Антон Бенеш

## Критика
В дискуссии, опубликованной журналом «Новое Время», профессор НИУ ВШЭ, политолог Николай Петров выразил большую благодарность Владимиру Познеру за создание фильма и отталкиваясь от картины провёл параллель с взаимоотношением царей и поэтов в России. В той же дискуссии редактор отдела политики журнала Иван Давыдов отмечает один из характерных лейтмотивов фильма: Шекспир говорил о настоящем через прошлое, говорил не от себя, говорил от имени шутов или умерших королей.